# Amtsgericht Landsberg O.S.
Das Amtsgericht Landsberg O.S. war ein preußisches Amtsgericht mit Sitz in Landsberg O.S.

## Geschichte
In Landsberg O.S. bestand von 1849 bis 1879 die Gerichtskommission Landsberg des Kreisgerichts Rosenberg O.S..
Das königlich preußische Amtsgericht Landsberg O.S. wurde mit Wirkung zum 1. Oktober 1879 als eines von 13 Amtsgerichten im Bezirk des Landgerichtes Oppeln im Bezirk des Oberlandesgerichtes Breslau gebildet. Der Sitz des Gerichtes war Pitschen. Sein Gerichtsbezirk umfasste aus dem Kreis Rosenberg O.S. den Stadtbezirk Landsberg und die Amtsbezirke Busow, Jamm, Krysanowitz, Ober-Paulsdorf, Seichwitz, Uschütz und der Gemeindebezirk Jastrzngowitz aus dem Amtsbezirk Skronskau. Am Gericht bestand 1880 eine Richterstelle. Das Amtsgericht war damit ein kleines Amtsgericht im Landgerichtsbezirk.
Im Jahre 1945 wurde der Amtsgerichtsbezirk unter polnische Verwaltung gestellt, und die deutschen Einwohner wurden vertrieben. Damit endete auch die Geschichte des Amtsgerichtes Landsberg O.S.